# Avon-les-Roches
Avon-les-Roches ist eine französische Gemeinde mit 539 Einwohnern (Stand: 1. Januar 2022) im Département Indre-et-Loire in der Region Centre-Val de Loire; sie gehört zum Arrondissement Chinon und zum Kanton Sainte-Maure-de-Touraine.

## Geographie
Die Gemeinde Avon-les-Roches liegt an der Manse, etwa 27 Kilometer südwestlich von Tours. Umgeben wird Avon-les-Roches von den Nachbargemeinden Cheillé im Nordwesten und Norden, Villaines-les-Rochers im Nordosten, Neuil und Crissay-sur-Manse im Osten, Crouzilles im Süden sowie Panzoult im Südwesten und Westen.

## Geschichte

### Camp du Ruchard
1871 pachtete die französische Armee die Heideflächen von Le Ruchard, deren größter Teil später der Gemeinde Avon zugesprochen wurde, und errichtete dort das Militärlager Le Ruchard. Während des Ersten Weltkriegs diente das Lager zunächst als Internierungslager für deutsche Kriegsgefangene und später als Genesungszentrum für belgische Soldaten.
Im August 1939 wurden im Lager Ruchard die Männer des Departements untergebracht, die zum Militärdienst eingezogen worden waren. Doch bereits ab September 1939 wurde Le Ruchard zu einem Internierungslager für Angehörige „feindlicher Mächte“. Es wurden hier vor allem vor dem Faschismus Geflüchtete interniert, darunter viele Juden. Die Zahl der Internierten schwankte zwischen 280 im September 1939 und über 1400 im Mai 1940.
Nach der Webseite der Gemeinde Avon waren zu der Zeit auch französische Strafgefangene im Camp du Ruchard untergebracht. Laut Christian Bordon waren dies Angehörige dreier Disziplinarbataillone, deren Männer aus Gefängnissen stammten und sich freiwillig für den Kriegsdienst gemeldet hatten.
Nach dem Sieg der deutschen Wehrmacht im Westfeldzug und der Verkündung des Waffenstillstandes wurde das Lager evakuiert, bevor sich dann Mitte August eine deutsche Infanteriedivision dort einquartierte. Das Lager diente nun der Internierung französische und alliierter Kriegsgefangener. Im September 1940 konnte eine Gruppe nordafrikanischer Lagerinsassen fliehen. Viele der Entflohenen wurden von den deutschen Soldaten wieder gefangen genommen, aber drei von ihnen konnten von einem Verbindungsmann der Résistance versteckt und später in die freie Zone gebracht werden.
Im Dezember 1940 wurde im Camp du Ruchard eine Propaganda-Abteilung eingerichtet, die im Winter 1941/42 beauftragt war, einen Nazi-Propagandafilm namens „Sollum“ zu drehen. Dazu wurde auf dem Heidegelände die Kopie eines ukrainischen Dorfes errichtet, dessen Bewohner im Film die Truppen des Dritten Reichs als Befreier begrüßten. Der Film soll in verschiedenen Ländern des besetzten Europas gezeigt worden sein.

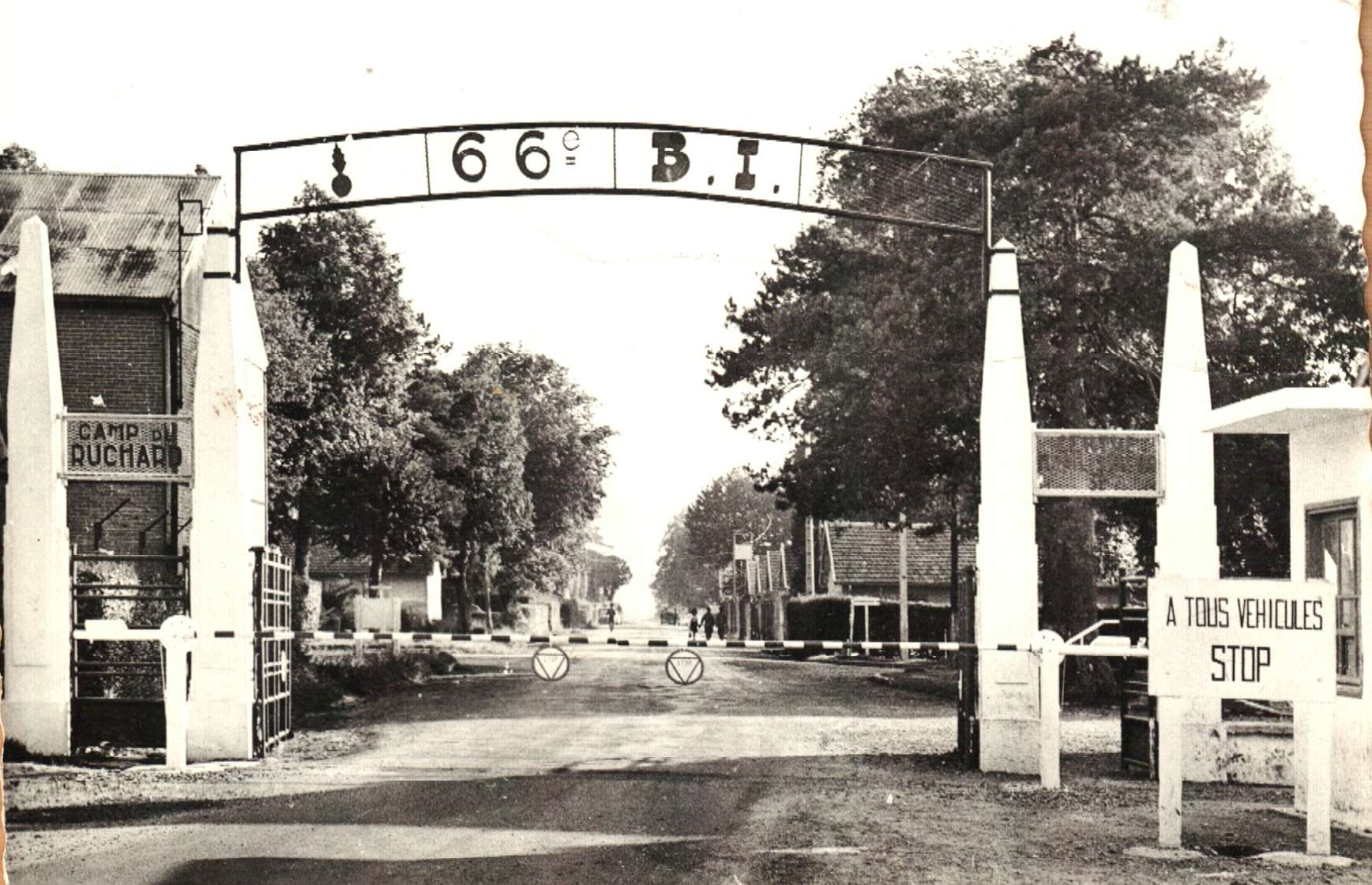
Entrée du camp du Ruchard: 1963–1966

Im Mai 1942 wurden im Camp du Ruchard fünf junge Kommunisten aus Tours und drei weitere Geiseln erschossen. Die fünf Männer aus Tours waren von der französischen Polizei festgenommen und an die Besatzer ausgeliefert worden. Sie wurden wegen antideutscher Aktivitäten (Herstellung und Verteilung von Flugblättern und Untergrundzeitungen, Anbringung von Wandparolen) zum Tode verurteilt. Die drei anderen Opfer waren vor ihrer Hinrichtung am 16. Mai in Fontevrault interniert gewesen.
In der Nacht des 25. August 1944 befreiten Maquisades senegalesische Gefangene aus dem Camp du Ruchard, und am 3. September 1944 wurde auf einem Platz in Azay-le-Rideau die deutsche Flagge aus Le Ruchard verbrannt.
Nach dem Zweiten Weltkrieg wurde das Camp vergrößert und ist weiterhin als Kaserne in Betrieb. (Lage)
1982 wurde an der Straße nach Azay-le-Rideau ein Gedenkstein aufgestellt, der an die im Mai 1942 im Camp du Ruchard Erschossenen erinnern soll. Über die Geschichte des Lagers wurde 2007 ein Buch veröffentlicht.

## Bevölkerungsentwicklung
| Jahr                       | 1962 | 1968 | 1975 | 1982 | 1990 | 1999 | 2006 | 2013 | 2021 |
| Einwohner                  | 682  | 648  | 656  | 579  | 560  | 520  | 530  | 564  | 544  |
| Quellen: Cassini und INSEE |      |      |      |      |      |      |      |      |      |

## Sehenswürdigkeiten
- Kirche Notre-Dame aus dem 12. Jahrhundert, seit 1908 Monument historique
- Ruine des Stiftes von Les Roches-Tranchelion, seit 1914 Monument historique
- Schloss Naie
- zwei Wassertürme
- drei Lavoirs

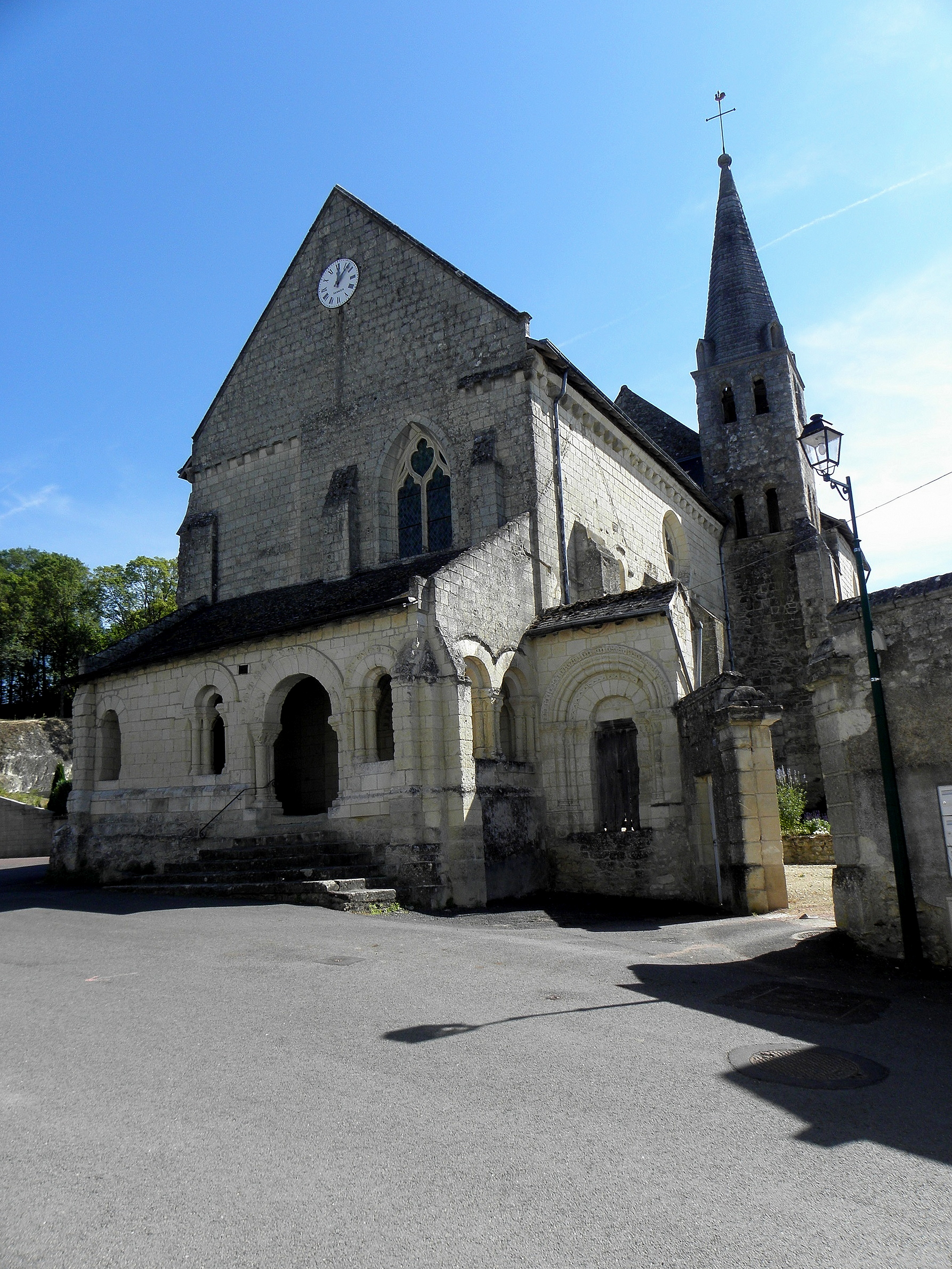
Kirche Notre-Dame
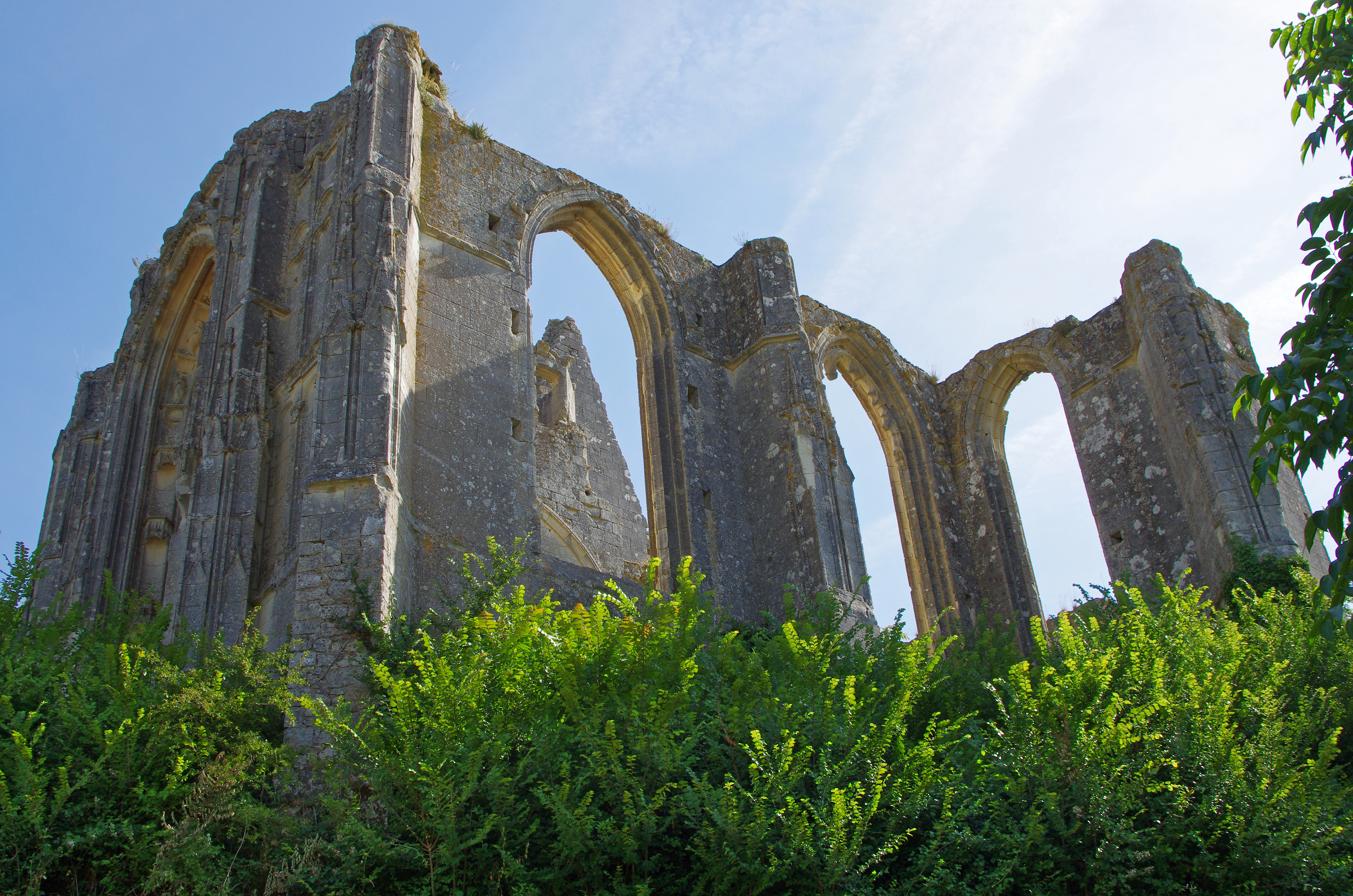
Stiftsruine

## Gemeindepartnerschaft
Mit der belgischen Gemeinde Brugelette in Wallonien besteht eine Partnerschaft.